# O.J.: 메이드 인 아메리카
O.J.: 메이드 인 아메리카(O.J.: Made in America)는 미국에서 제작된 에즈라 에델만 감독의 2016년 다큐멘터리, 범죄 영화이다. 카림 압둘 자바 등이 주연으로 출연하였다.

## 출연

### 주연
- 카림 압둘 자바
- 무하마드 알리
- 베아 아서
- 파울라 바비에리
- F. 리 베일리

## 같이 보기
- 상영 시간순 영화 목록